# Генчо Симеонов
Генчо Иванов Симеонов е български художник карикатурист, илюстратор и аниматор.

## Биография
Роден е в с. Челопечене, където получава основно образование. Учи в първия випуск на Художествената гимназия в София. Продължава образованието си в специалност „Илюстрация и художествено оформление на книгата“ на Художествената академия, където негов преподавател е проф. Илия Бешков.
Първата си карикатура Симеонов публикува през 1952 година във в. „Вечерни новини“. От 1967 година започва работа в редакцията на в. „Стършел“. През годините сътрудничи с карикатури и на вестниците „Земеделско знаме“, „Кооперативно село“, „Отечествен фронт“, „Демокрация“.
Карикатурите му третират злободневни проблеми на ежедневието, а запазено място сред тях имат и карикатурите в стил „без думи“. Симеонов илюстрира повече от 25 книги на български и чужди автори, сред които Васил Цонев („Сборник разкази“), Станислав Стратиев („Самотните вятърни мелници“), Марко Ганчев („Имате ли гъдел?“, „Кесия с пуканки“), Йордан Попов („Кокозу“), Добри Жотев, Черемухин, Петър Незнакомов („Разкази за петте океана“), Стефан Цанев, Иван Кръстев, Дамян Бегунов.
Участва във всички общи изложби на българската карикатура и в голям брой чуждестранни фестивали на карикатурата. Първата си самостоятелна изложба прави през 2005 година в галерия-музей „Дечко Узунов“. През септември 2010 година прави в столичната галерия „Райко Алексиев“ съвместна изложба, озаглавена „Класици на българската карикатура“, заедно с карикатуристите Велин Андреев, Иван Веселинов, Милко Диков и Стоян Дуков. През 2014 г. показва в своя поредна самостоятелна изложба над 90 творби от различни периоди в галерията на Съюза на българските художници. Освен карикатури той представя също и живописни платна и рисунки с туш. Следващата му самостоятелна изложба е през 2018 г. в НДК, където представя само живописни платна и графики.
Умира на 24 юни 2024 г.

## Признание и награди
През 1971 година Генчо Симеонов е награден със сребърен плакет на международен конкурс за карикатура в Скопие. През 2006 година е удостоен с наградата за цялостен принос на Съюза на българските художници. През 2009 година той и колегата му Чавдар Николов са поканени във Виена да представят българската карикатура на международна изложба на художници от бившите социалистически страни. Симеонов е носител още на награда „Златното перо“ на Съюза на българските журналисти и орден „Кирил и Методий“ – II степен.

## Работа в киното
Освен в изобразителното изкуство, Симеонов се изявява и в киното като художник-аниматор и сценарист за студиото за анимационни филми „Бояна“. Работи с някои от най-видните творци на българското анимационно кино, като Радка Бъчварова, Зденка Дойчева, Христо Топузанов, и участва в създаването на около 15 анимационни филма като „Петльова пара“, „Влакчето“, „Кариера“, „Ромул и Рем“, „Звездичката“, „Чиракът магьосник“, „Неидентифицирани пълзящи обекти“, „Браво“ и „Опера за един лешник“, който жъне награди на фестивалите за анимационно кино в Пловдив, Търговище, Добрич и Оберхаузен.

## Работа в театъра
Генчо Симеонов се е изявявал и като художник-постановчик в Кукления театър в Театъра на българската армия.